# Moment (fizyka)
Momenty – pierwsze człony grupy wielkości fizycznych stosowanych w fizyce, mechanice i wytrzymałości materiałów. Są używane, gdy mamy do czynienia z ruchem nieprostoliniowym. Mogą mieć różne jednostki. Często występują w odmianach: względem punktu (bieguna) Mo lub względem prostej (osi) Ml.

## Rodzaje momentów
- pędu L
- siły M
- masowy I
- pola
- linii

## Przykłady momentów
- moment mający jednostkę N·m = kg·m2/s2 = kg·m2·s-2 – moment siły względem punktu (lub moment układu sił - tzw. moment główny) oraz moment siły względem osi
- moment mający jednostkę m·(kg·m/s) = kg·m2/s – moment pędu, czyli kręt. Może być spinowy (zwany spinem) lub orbitalny.
- moment mający jednostkę kg·m2 – masowy moment bezwładności lub moment bezwładności ciała względem osi
- moment mający jednostkę m5 – geometryczny moment bezwładności bryły względem osi
- moment mający jednostkę m4 – geometryczny moment bezwładności figury względem osi
- moment mający jednostkę m3 – moment statyczny pola względem osi
- moment mający jednostkę m2 – moment statyczny linii względem osi